# Karim Dighou
Karim Dighou (* 1970 in Marokko) ist ein ehemaliger belgischer Taekwondo-Sportler und erfolgreicher Taekwondo-Trainer.

## Laufbahn
Dighou begann im Alter von 12 Jahren mit dem Taekwondo. Gemeinsam mit Mitschülern nahm er im Alter von 19 Jahren an den belgischen Meisterschaften teil, wo sie alle bereits in der ersten Runde Niederlagen erlitten. Von der Überzeugung getrieben, man müsse in der Vorbereitung grobe Fehler begangen haben, begann er, sich in den Bereichen Trainingsmethodiken, Techniken, Taktik und Regelkunde fortzubilden und seine Erkenntnisse in das Schultraining einzubringen. Bei den belgischen Meisterschaften ein Jahr später stellte die Schule fünf Meister. Auch Dighou wurde belgischer Meister, erreichte jedoch nie Titel bei Europa- oder Weltmeisterschaften.
Heute ist Dighou als belgischer Nationalcoach Angestellter des Sportministeriums der flämischen Regierung und des belgischen Olympischen Komitees. Zu den erfolgreichen von ihm trainierten Athleten gehören
Si Mohamed Ketbi (bis 58 kg, Vize-Weltmeister 2015), Mourad Laachraoui (bis 54 kg, Europameister 2015) und Jaouad Achab (bis 63 kg, Europameister 2014 und Weltmeister 2015), die sich durch ihre Leistungen auch für die Olympischen Sommerspiele 2016 qualifizierten.
Im Frauenbereich erreichte die inzwischen unter Dighou trainierende, ehemals iranische Taekwondo-Kämpferin Raheleh Asemani, die nun als Flüchtling über den belgischen Verband antritt, die Olympiaqualifikation.